# Dipartimento di Birni N'Konni
Il dipartimento di Birni N'Konni è un dipartimento del Niger facente parte della regione di Tahoua. Il capoluogo è Birni N'Konni.

## Geografia antropica
Il dipartimento di Birni N'Konni è suddiviso in 6 comuni:

### Comuni urbani
- Birni N'Konni

### Comuni rurali
- Allela
- Bazaga
- Doguerawa
- Malbaza
- Tsernaoua